# L'Ivresse des fantômes

L'Ivresse des fantômes est une série de bande dessinée de science-fiction. Wilfrid Lupano (Alim le Tanneur) et Morgann s’associent pour créer un univers urbain, coloré et mouvementé. Au cœur des tourmentes de ce « Comic Street » se construit une délicate relation entre père et fille.
- Scénario : Wilfrid Lupano
- Dessins : Morgann
- Couleurs : Jérôme Maffre

## Albums
1. Lili fleur bleue (2007)
2. L'éminent professeur Pélias (2008)
3. Tout le monde cherche Renard (2009)

## Publication
- Delcourt, collection « Neopolis » : tome 1 à 3.